# لورين بيكر
لورين بيكر (بالإنجليزية: Lorraine Baker) هي منافسة ألعاب القوى بريطانية، ولدت في 9 أبريل 1964 في إبسوتش في المملكة المتحدة.

## وصلات خارجية
- لورين بيكر على موقع الاتحاد الدولي لألعاب القوى (الإنجليزية)
- لورين بيكر على موقع اللجنة الأولمبية الدولية (الإنجليزية)
- لورين بيكر على موقع أوليمبيديا (الإنجليزية)
- لورين بيكر على موقع اتحاد ألعاب الكومنولث (مؤرشف) (الإنجليزية)